# Champagne (Charente Marítim)
Champagne és un municipi francès situat al departament del Charente Marítim i a la regió de la Nova Aquitània. L'any 2007 tenia 606 habitants.

## Demografia

### Població
El 2007 la població de fet de Champagne era de 606 persones. Hi havia 238 famílies de les quals 60 eren unipersonals (28 homes vivint sols i 32 dones vivint soles), 91 parelles sense fills, 83 parelles amb fills i 4 famílies monoparentals amb fills.
La població ha evolucionat segons el següent gràfic:
Habitants censats

### Habitatges
El 2007 hi havia 284 habitatges, 242 eren l'habitatge principal de la família, 21 eren segones residències i 21 estaven desocupats. 270 eren cases i 13 eren apartaments. Dels 242 habitatges principals, 183 estaven ocupats pels seus propietaris, 52 estaven llogats i ocupats pels llogaters i 7 estaven cedits a títol gratuït; 1 tenia una cambra, 12 en tenien dues, 26 en tenien tres, 62 en tenien quatre i 142 en tenien cinc o més. 201 habitatges disposaven pel capbaix d'una plaça de pàrquing. A 113 habitatges hi havia un automòbil i a 111 n'hi havia dos o més.

### Piràmide de població
La piràmide de població per edats i sexe el 2009 era:
| Homes | Edats   | Dones |
| ----- | ------- | ----- |
| 0     | 95 o +  | 0     |
| 4     | 90 a 94 | 0     |
| 0     | 85 a 89 | 8     |
| 0     | 80 a 84 | 8     |
| 4     | 75 a 79 | 8     |
| 16    | 70 a 74 | 12    |
| 20    | 65 a 69 | 8     |
| 32    | 60 a 64 | 28    |
| 4     | 55 a 59 | 12    |
| 20    | 50 a 54 | 24    |
| 8     | 45 a 49 | 20    |
| 16    | 40 a 44 | 4     |
| 12    | 35 a 39 | 24    |
| 20    | 30 a 34 | 28    |
| 24    | 25 a 29 | 24    |
| 8     | 20 a 24 | 8     |
| 12    | 15 a 19 | 8     |
| 40    | 10 a 14 | 4     |
| 24    | 5 a 9   | 12    |
| 4     | 0 a 4   | 8     |

## Economia
El 2007 la població en edat de treballar era de 383 persones, 283 eren actives i 100 eren inactives. De les 283 persones actives 252 estaven ocupades (138 homes i 114 dones) i 31 estaven aturades (16 homes i 15 dones). De les 100 persones inactives 48 estaven jubilades, 22 estaven estudiant i 30 estaven classificades com a «altres inactius».

### Ingressos
El 2009 a Champagne hi havia 254 unitats fiscals que integraven 644 persones, la mediana anual d'ingressos fiscals per persona era de 16.051 €.

### Activitats econòmiques
Dels 29 establiments que hi havia el 2007, 1 era d'una empresa alimentària, 1 d'una empresa de fabricació d'altres productes industrials, 8 d'empreses de construcció, 5 d'empreses de comerç i reparació d'automòbils, 1 d'una empresa de transport, 2 d'empreses d'hostatgeria i restauració, 1 d'una empresa financera, 2 d'empreses immobiliàries, 4 d'empreses de serveis, 1 d'una entitat de l'administració pública i 3 d'empreses classificades com a «altres activitats de serveis».
Dels 9 establiments de servei als particulars que hi havia el 2009, 1 era un taller de reparació d'automòbils i de material agrícola, 1 paleta, 2 guixaires pintors, 3 fusteries, 1 lampisteria i 1 perruqueria.
Dels 2 establiments comercials que hi havia el 2009, 1 era una fleca i 1 una peixateria.
L'any 2000 a Champagne hi havia 30 explotacions agrícoles que ocupaven un total de 1.232 hectàrees.

## Equipaments sanitaris i escolars
El 2009 hi havia una escola elemental integrada dins d'un grup escolar amb les comunes properes formant una escola dispersa.

## Poblacions més properes
El següent diagrama mostra les poblacions més properes.